# Stefano Valenti
Stefano Valenti (Valtellina, 1964) è uno scrittore e traduttore italiano.

## Biografia
Nato nella Valtellina, vive e lavora a Milano. 
Traduttore di autori classici e moderni, ha esordito nella narrativa nel 2013 con il romanzo sociale La fabbrica del panico, aggiudicandosi il Premio Campiello, il Premio Volponi (entrambi nella categoria Opera Prima) ed il Premio Bergamo. 
Nel 2016 ha dato alle stampe la seconda opera, Rosso nella notte bianca e nel 2023 il terzo romanzo, Cronache della sesta estinzione.

## Opere

### Romanzi
- La fabbrica del panico, Milano, Feltrinelli, 2013 ISBN 978-88-07-03051-2.
- Rosso nella notte bianca, Milano, Feltrinelli, 2016 ISBN 978-88-07-03179-3.
- Cronache della sesta estinzione, Milano, Il Saggiatore, 2023 ISBN 978-88-428-3150-1.